# Natalia Torrente
Natalia Torrente (Madrid, 1984) es una periodista deportiva y docente española. Su labor en las piezas sobre la Copa Mundial Femenina de Fútbol de 2023, en la que la Selección femenina de fútbol de España quedó campeona, ha ayudado a destapar el escándalo del caso Rubiales y a la visibilización internacional del fútbol femenino español.

## Trayectoria
Torrente estudió Periodismo y Comunicación Audiovisual en la Universidad Rey Juan Carlos de Madrid. Comenzó a desempeñar su labor periodística como redactora en el diario La Crónica de León. A partir de ahí ha ejercido como redactora, reportera y comentarista en diferentes medios de comunicación, prensa, radio y televisión, especialmente en la sección de deportes.
En el diario deportivo Relevo trabaja como redactora en temas de investigación. Además de ejercer como periodista, Torrente es organizadora de eventos deportivos y docente en el máster en Periodismo especializado en deporte de la Universidad CEU San Pablo.
Torrente destapó las presiones a la futbolista Jennifer Hermoso y a su familia por parte del que era en ese momento el presidente de la Real Federación Española de Fútbol (RFEF), Luis Rubiales, así como del seleccionador nacional Jorge Vilda, y cuyo objetivo era minimizar la agresión de Rubiales a Hermoso. Esas piezas exclusivas tuvieron una gran repercusión en el resto de prensa española y en medios internacionales, que se hicieron eco del escándalo protagonizado por Rubiales en la final de la Copa Mundial Femenina de Fútbol de 2023 y que finalmente le llevó a su inhabilitación durante tres años por parte de la FIFA.
En la VII Jornada de periodismo móvil MoJo Innova, organizada por la Universidad Abierta de Cataluña (UOC) y la Agencia EFE, las periodistas Irene Junquera (El desmarque) y Natalia Torrente (Relevo) animaron a las jugadoras de la Selección femenina de fútbol de España a contar sus historias a la prensa. Además, ambas abordaron la nueva etapa que vive el periodismo deportivo tras los hechos ocurridos en torno a la selección femenina de fútbol.